# La marquise sortit à cinq heures
 (mars 2020).
« La marquise sortit à cinq heures » est une phrase tirée du Manifeste du surréalisme d'André Breton qu'il attribue à Paul Valéry. Cette phrase, prémisse du Nouveau Roman, citée comme un exemple du comble de la banalité ou des conventions romanesques à éviter, a justement servi de prétexte, d'inspiration et d'incipit à de nombreux auteurs dans des articles, nouvelles ou romans.

## Le texte d'André Breton
Extrait des premières pages du premier Manifeste du surréalisme d'André Breton (1924) :
« Par besoin d’épuration, M. Paul Valéry proposait dernièrement de réunir en anthologie un aussi grand nombre que possible de débuts de romans, de l’insanité desquels il attendait beaucoup. Les auteurs les plus fameux seraient mis à contribution. Une telle idée fait encore honneur à Paul Valéry qui, naguère, à propos des romans, m’assurait qu’en ce qui le concerne, il se refuserait toujours à écrire : La marquise sortit à cinq heures. Mais a-t-il tenu parole ? »

## Analyse de la phrase
Cette supposée citation a été attribuée à Paul Valéry par André Breton dans son Manifeste du surréalisme de 1924. Elle y était donnée comme exemple d'une phrase qu'on ne devrait pas utiliser dans un roman. 
Julien Green en donne une version légèrement différente dans son Journal de 1930 :  

« C’est lorsqu’un sujet paraît facile qu’il est, presque toujours, le plus difficile à traiter, car il faut une patience infinie pour le sauver de la banalité. À ce propos, je me souviens que Valéry disait à peu près : « Ce qui m’empêcherait de faire un roman, ce serait d’avoir à écrire : “La comtesse entra et s’assit.” » De toute évidence, il a mis le doigt sur une des difficultés majeures. »

Par conséquent, elle n'a pas manqué d'être reprise par d'autres écrivains, tant français qu'étrangers. Ainsi, Julio Cortázar l'a choisie comme incipit de son roman, Los premios (Les Gagnants en français), publié en 1960. De son côté, Milan Kundera se souvient de cette phrase, qu'il glisse en 1993 dans son recueil d'essais, Les Testaments trahis.
Dès lors se pose la question de l'analyse de l'intérêt porté par les écrivains à cette phrase. Cette analyse peut porter sur de nombreux aspects, notamment la valeur de condamnation du roman aux yeux d'André Breton que revêt cette phrase, symbole de la médiocrité et du manque de poésie de ce genre littéraire ; mais le contenu même de la phrase, sa structure, sa gratuité (pourquoi « cinq heures » ?) ont également constitué un combustible pour l'intérêt que lui ont porté ces écrivains.

## Textes utilisant la phrase
La plupart des réutilisations de la phrase sont des titres et des incipit, mais Raymond Queneau joua aussi avec cette phrase dans son recueil de sonnets combinatoires Cent mille milliards de poèmes (1961), avec cet alexandrin : « C’était à cinq o’clock que sortait la marquise ».
Les titres des romans les plus anciens sont les plus proches de la phrase originale, puis des modifications apparaissent, pour se réduire parfois à la simple Marquise, comme notamment :
- La marquise sortit à cinq heures de Claude Mauriac, 1961, Albin Michel, réédition Folio, 1984.
- La Marquise à 5 heures de Gérard Yvon, 1969, Eric Losfeld.
- La marquise sortit à 5 heures d'Alain Borne, 2000, Voix d'encre.
- La marquise est rentrée à 11 heures de Pierre André Benoit, 2005, éditions de Rivières.
- Kill That Marquise de Michel Brosseau, 2010, Publie.net.
- La baronne meurt à cinq heures, de Frédéric Lenormand, 2011, éd. Lattès.
- Variation Valéry, Les cadences de la Marquise de Jean Charlent, 2011, éd. Le Cri.
- La marquise sort à cinq heures de Frankétienne, 2017, Vents d'Ailleurs.

## Sources
Sources centrées sur le titre et l'incipit
- Monique Verdussen, « La Marquise sortit à cinq heures », novembre 2011 (consulté le 28 février 2020).
- Claude Mauriac, « La Marquise sortit à cinq heures », 1961 (consulté le 29 février 2020).
- Frankétienne, « La marquise sort à cinq heures », Vents d'Ailleurs, 2017 (consulté le 29 février 2020).

Sources centrées sur l'analyse de la phrase
- Pierre Brunel, Récit poétique et récit mythique, la question des incipit, Presses Universitaires Blaise Pascal, 1998 (ISBN 2-909880-34-6, lire en ligne)
- Alexandre Fillon, « L'homme de cinq heures, Promenade avec Paul Valéry de Gilles Heuré », L'Express, 1er novembre 2009 (consulté le 29 février 2020).
- C.J., « L'homme de cinq heures de Gilles Heuré », L'Obs, 23 octobre 2009 (consulté le 29 février 2020).
- Marielle Macé, « Entre modernité et avant-garde: réinventer le roman dans les années vingt », Fabula, Recherche en littérature, 12 janvier 2007 (consulté le 29 février 2020).
- (en) Mechthild Cranston, « “La Marquise Sortit À Cinq Heures…”, Symbol and Structure in Alain-Fournier's le Grand Meaulnes », Taylor & Francis, 2010 (consulté le 29 février 2020).
- Jean-Pierre Longres, « Raymond Queneau en scènes », éd. Pulim, 2005 (ISBN 2-84287-345-9, consulté le 29 février 2020).
- Sergio Pitol, « L'art de la Fugue », éd. Passage du Nord-Ouest, 2005 (ISBN 2-914834-18-7, consulté le 29 février 2020).
- Audrey Camus, « La marquise toujours recommencée d'Éric Chevillard », revue @nalyses, littératures franco-canadiennes et québécoise, 2010 (consulté le 29 février 2020).